# Budó

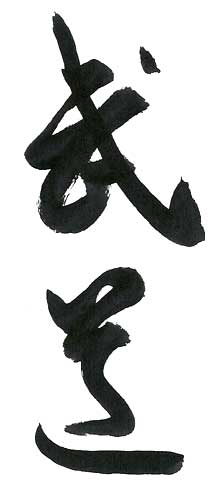
Budó

Budó japán kifejezés, jelentése „a harcos útja”. A „bu” harcot, a „do” utat jelent, a budo a hagyományos, japán eredetű harcművészetek összefoglaló neve. Ide tartoznak: karate-do, judo, aikido, szumó, iaido, jiu-jitsu, bo-jitsu, naginata do, kendo stb.
A budo fogalmát újabban tágabb értelmezésben használják az összes távol-keleti eredetű küzdősportra is. Ez azonban csak abban az esetben helytálló, ha az ide sorolt rendszerek felfogása megegyezik az egyetlen döntő találatra való törekvéssel (ikken hissatsu) és rendelkezik filozófiai háttérrel (pl. zen buddhizmus) (Watakushi Ningen, 1999).